# 丸杉孝之助
丸杉 孝之助（まるすぎ こうのすけ、1913年〈大正2年〉 - 没年不詳）は、日本の農業技術者。元農林省技官。元琉球大学教授。沖縄農業の数少ない権威者と評された。農学博士。静岡県出身。 

## 人物・略歴
静岡県藤枝市に生まれる。静岡県立静岡中学校に学ぶ。1937年（昭和12年）、北海道帝国大学農学部卒業。1949年（昭和24年）、農林省開拓研究所東北支所長。1961年（昭和36年）、山梨県農業試験場長。1967年（昭和42年）、総理府琉球模範農場管理責任者（那覇市）。
1972年（昭和47年）、熱帯農業センター沖縄支所長（石垣市）。1974年（昭和49年）、琉球大学農学部熱帯農学研究施設教授（竹富町西表）。同年、『亜熱帯における畑作経営方式に関する研究』で、日本熱帯農業学会賞受賞。1979年（昭和54年）、定年退職。フィリピンの農業開発技術協力に従事。1981年（昭和56年）、袋井市に用地を求めシルバー農園を始める。国際農林業協力会技術参与。1987年（昭和62年）、オイスカ開発教育専門学校講師。
65歳で定年となり退職金で農家の宅地10アールを買い、家を建て、庭を畑と芝生にし、果樹や花木を植え、シルバー農園を開設した。シルバー農園の期間を65歳から85歳までの20年と想定して、体力の弱まりに合わせてどのように作物を作り変え、工作面積を少なくしながら、なお楽しみを失わないようにするにはどうしたら良いかを記したのが『シルバー農園のすすめ 50代からの本格人生プラン』である。

### エピソード
司馬遼太郎の『街道をゆく第6巻 沖縄・先島への道』に登場する。司馬が与那国島行きの飛行機を当時の石垣空港で待っていた際、当時熱帯農業研究センター沖縄支所長であった丸杉が話しかけ、司馬が沖縄の島々の農業について尋ねている。二人の会話が約1ページに亘り収録されている。

## 著書

### 単著
- 『沖縄離島物語 : 西表島に住んで』 古今書院 1994.5
- 『シルバー農園のすすめ 50代からの本格人生プラン』 農山漁村文化協会 1990.2
- 『沖縄における、さとうきびを中心とする作付方式に関する研究』 農林省熱帯農業研究センター 1974
- 『農業構造改善のための肉牛とその生産方式』 模範農場技術援助団 1970.1
- 『沖縄からみた台湾の農業と試験研究事情』 模範農場技術援助団 1969.3
- 『イネ作機械化経営への道』 新農業経営双書 家の光協会

### 共著
- 『沖縄農業の基本条件と構造改善』 琉球大学農学部編  琉球大学農学部	1979.3
- 『熱帯樹林地の開墾に伴う生態系の変化に関する研究 : 昭和52年度農林水産特別試験研究費補助金による研究報告書』 琉球大学農学部 1977
- 『サトウキビ作の機械化と経営改善 : 南大東島の調査を基として』 模範農場 1972.3
- 『模範農場に対する援助に関する事業成績 1966年度 ～ 1971年度』 模範農場管理責任者編 模範農場 1967 - 1972
- 『農業経営講座』 朝倉書店

## 受賞
- 1974年 日本熱帯農業学会賞受賞[5]